# Wimbledon Championships 1879
Die dritte Auflage der Wimbledon Championships fand 1879 auf dem Gelände der All England Lawn Tennis and Croquet Club statt. Von insgesamt 45 Teilnehmern traten 36 zum ersten Mal an. Da der Vorjahressieger Frank Hadow nach Ceylon zurückgekehrt war und nicht zur Titelverteidigung antrat, wurde keine Challenge Round veranstaltet. Das Finale des All-Comers-Wettbewerbs verfolgten etwa 1.100 Zuschauer.

## Herreneinzel
Der Ire Vere Thomas Goold trat zum einzigen Mal bei Wimbledon an und erreichte das All-Comers-Finale. Dort wurde er vom Pfarrer John Hartley in drei Sätzen besiegt. Goold, der am Finaltag verkatert gewesen sein soll, wurde 1907 wegen Mordes verurteilt und starb in Verbannung auf der Teufelsinsel in Französisch-Guyana.